# Neue reformierte Kirche (Wuppertal)

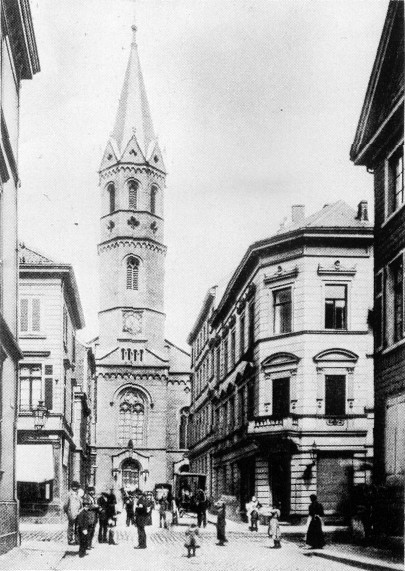
Ansicht von Süden (um 1900)

Die Neue reformierte Kirche, auch Neue Kirche, II. reformierte Kirche, im Volksmund nach der Straße, an der sie steht, Sophienkirche genannt, ist das zweite für die reformierte Kirche des heutigen Wuppertaler Stadtteils Elberfeld errichtete Gotteshaus.

## Geschichte
Die Bevölkerung Elberfelds hatte sich in der ersten Hälfte des 19. Jahrhunderts mehr als verdreifacht (1800: 12.000, 1852: 40.500 Einwohner), so dass die Alte Kirche im historischen Ortskern der Stadt zu klein für die Gemeinde geworden war. Gleichzeitig hatte sich westlich des Zentrums ein klassizistischer neuer Stadtteil gebildet (das heutige „Luisenviertel“), das seit 1835 von dem dominierenden Bau der katholischen Laurentiuskirche geprägt wurde. So entschloss sich die Gemeinde im Jahr 1851, beim Deweerth’schen Garten am westlichen Rand des Viertels eine zweite Kirche zu bauen. Architekt war der damalige Kölner Dombaumeister und Schinkel-Schüler Ernst Friedrich Zwirner; die Kirche wurde 1853 begonnen und am 26. März 1858 eingeweiht. Der Bau gehört architektonisch dem so genannten Rundbogenstil an, der den Übergang vom Klassizismus zum Historismus bestimmte und antike wie romanische Formen aufnahm. Zwirner orientierte sich auch am schlichteren Stil der Berliner Vorstadtkirchen seines Lehrers, den er mit den Raumformen der barocken bergischen Predigtkirche verband. In ihrer ursprünglichen Gestalt hatte die Kirche 1.424 Sitzplätze. Seit 2007 ist die Neue Kirche das einzige noch in Gebrauch befindliche Gotteshaus der Vereinigten Evangelischen Kirchengemeinde Elberfeld-West, sie liegt jedoch an der Ostgrenze des Gemeindebezirks.

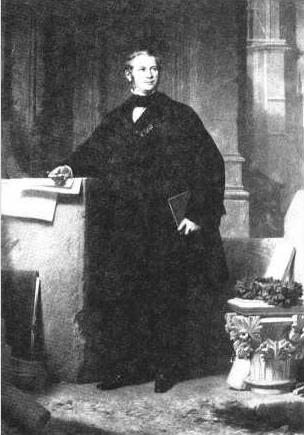
Ernst Friedrich Zwirner

## Äußeres

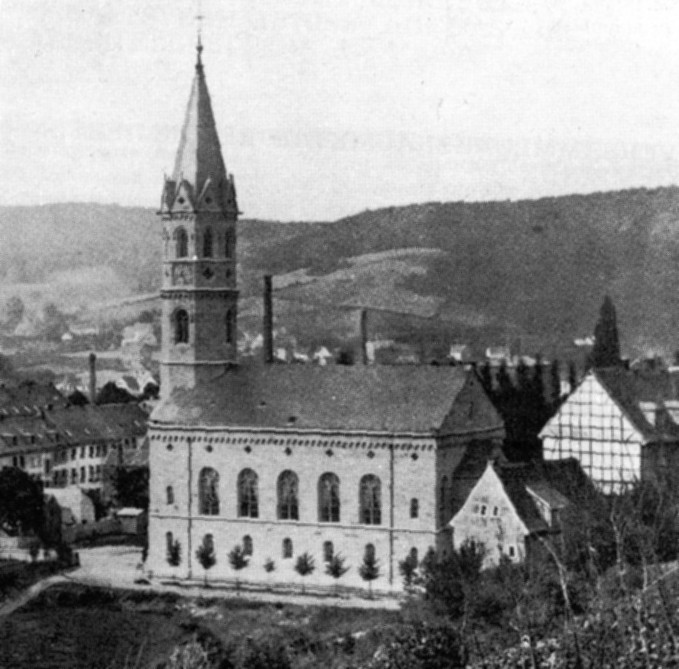
Ansicht von Osten (nach 1863)

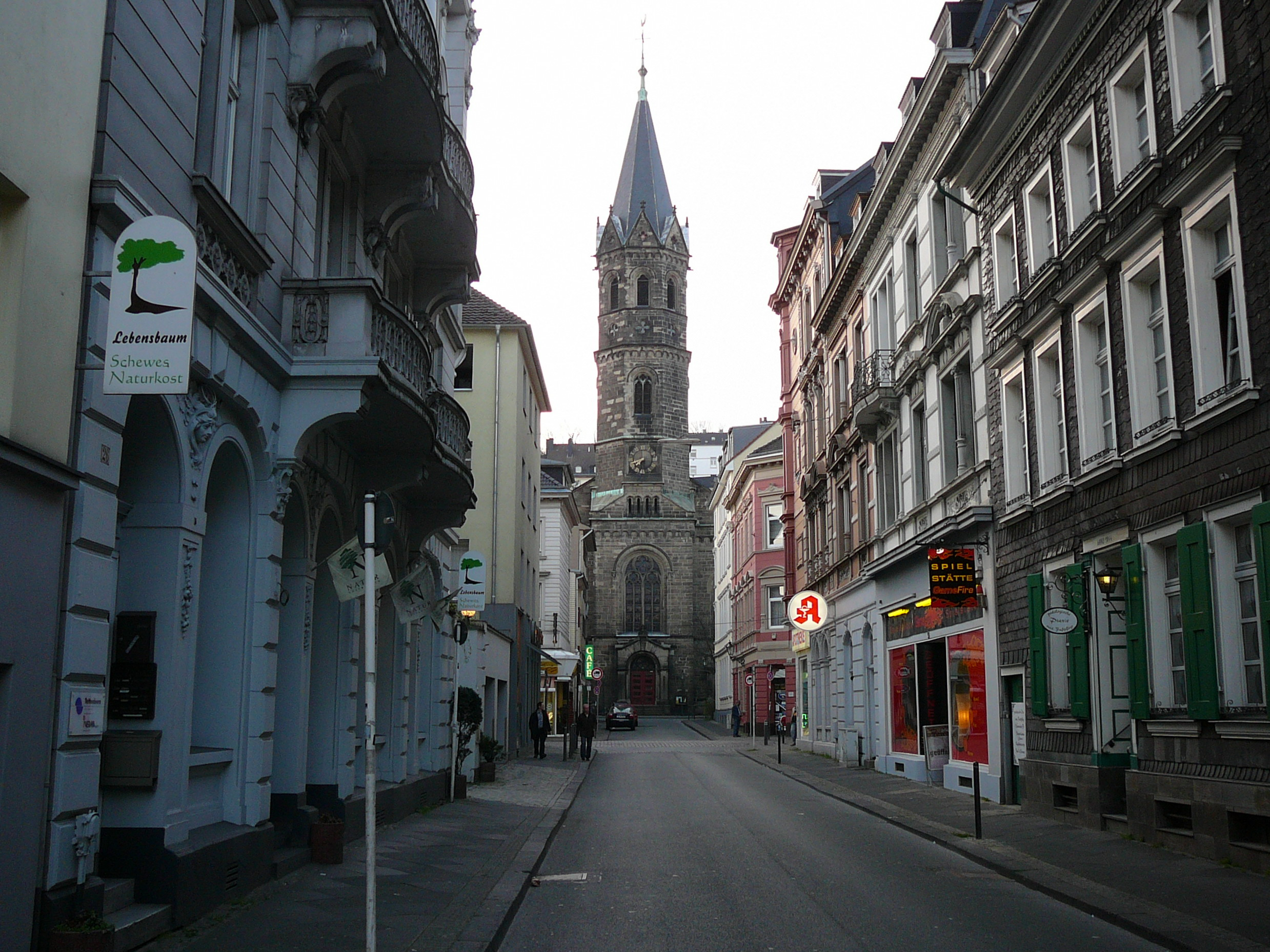
Neue Kirche in der Perspektive der Sophienstraße (2007)

Das Gebäude ist nach Norden ausgerichtet, der Südfassade ist mittig ein achteckiger Turm (63 m) auf einem quadratischen Unterbau vorgesetzt, durch den das Hauptportal führt. Das Äußere der Kirche ist mit Sandstein und Grauwacke verblendet, hinter der Altarwand befindet sich die Sakristei, die außen als Rechteckchor ausgeführt ist. Das Gebäude gliedert auf Höhe der Emporen außen ein schlichter Fries. Über diesem befinden sich auf den Längsseiten je fünf große Rundbogenfenster; darunter, an der Sakristei und an den Ecken, die vier Treppenhäuser bergen, sind kleine Rundbogenfenster angebracht. Auf der Höhe des Hauptgesimses umgibt das gesamte Gebäude, einschließlich des Turms, ein Rundbogenfries, der sich am hier achteckigen Turm auf etwa doppelter Höhe wiederholt. Der Turm steht genau in der Flucht der von Süden herführenden Sophienstraße und präsentiert sich aus dieser Perspektive als Blickpunkt, der mit dem großen Fenster über dem Portal und einem kleinen Giebelchen im Übergang von quadratischem zu achteckigem Grundriss die Eigenständigkeit der Turmfassade betont. Einheit am Bau stiften zahlreiche Vierpassrosetten unterschiedlicher Größe, die sich sowohl im Rundbogen der großen Maßwerk-Fenster als auch an zahlreichen Stellen der Fassade und des Turmes, unter anderem in den acht Dreiecken des Giebelkranzes unter der Turmspitze wiederholen.

## Inneres
Der rechteckige, tonnengewölbte Saal im Innern war durch korinthische Pilaster an den Längsseiten und dreiseitig umlaufende Emporen gegliedert, die, damals eine neue Technik, aus Gusseisen gefertigt waren und damit verhältnismäßig leicht und transparent wirkten. An der Nordseite erhob sich der mittig angelegte Komplex aus Altartisch, Kanzel und Orgel vor einer halbrunden Apsis. Das Gebäude blieb im Zweiten Weltkrieg nahezu unbeschädigt. 100 Jahre nach der Einweihung beschloss die kleiner gewordene Gemeinde jedoch, eine Zwischendecke einzuziehen und den Innenraum in einen Gottesdienstraum auf Höhe der bisherigen Emporen und Gemeinderäume im Erdgeschoss zu teilen. Dieser einschneidende Umbau war 1962 abgeschlossen, eine weitere Renovierung 1978 legte die zunächst verbauten gusseisernen Trägerkonstruktionen der Emporen wieder frei.